# 嘉義縣議會議員列表
嘉義縣議會議員列表列出現任及前任嘉義縣議會議員。

## 第十九屆

### 第一選區（太保市、鹿草鄉、水上鄉），7席
- 林緗亭議員
- 賴瓊如議員
- 戴光宗議員
- 王啓澧議員
- 詹琬蓁議員
- 黃榮俊議員
- 楊秀琴議員

### 第二選區（民雄鄉、新港鄉），7席
- 葉孟龍議員
- 林于玲議員
- 陳文忠議員
- 黃芳蘭議員
- 陳福成議員
- 林秀琴議員
- 林淑完議員

### 第三選區（溪口鄉、大林鎮、梅山鄉），5席
- 吳思蓉議員
- 許有疆議員
- 劉雅文議員
- 陳信文議員
- 劉宏文議員

### 第四選區（朴子市、東石鄉、六腳鄉），7席
- 李國勝議員
- 黃鉦凱議員
- 黃嫈珺議員
- 陳怡岳（連任嘉義縣議會副議長）
- 蔡鼎三議員（ 當選後未就職即病逝）
- 蔡奇璋議員
- 姜梅紅議員

### 第五選區（布袋鎮、義竹鄉），3席
- 黃金茂議員
- 蔡瑋傑議員
- 蔡信典議員

### 第六選區（竹崎鄉、番路鄉、中埔鄉、大埔鄉、阿里山鄉），7席
- 張明達（連任嘉義縣議會議長）
- 議員
- 陳柏麟議員
- 何子凡議員
- 羅士洋議員
- 邱銀海議員
- 詹黃素蓮議員

### 第七選區（全縣之山地原住民），1席
- 武清山議員

## 第十六屆
- 第一選區（太保市、鹿草鄉、水上鄉）
  - 劉敬祥， 民主進步黨
  - 吳李綠， 民主進步黨
  - 黃　傑， 民主進步黨
  - 林寶瓶， 中國國民黨
  - 官文樹，無黨籍
  - 蕭登標，無黨籍
  - 楊秀玉，無黨籍
- 第二選區（民雄鄉、新港鄉）
  - 何宗義， 民主進步黨，前民雄鄉長
  - 王幸悅， 民主進步黨
  - 林秀琴， 民主進步黨
  - 林于玲， 中國國民黨
  - 賴美真， 中國國民黨
  - 葉日朗，無黨籍，前新港鄉長
  - 賴朝崙，無黨籍
- 第三選區（溪口鄉、大林鎮、梅山鄉）
  - 劉宏文， 民主進步黨
  - 詹金繪， 民主進步黨
  - 蔡吉輝，無黨籍
  - 簡泰河， 中國國民黨
  - 吳思蓉， 中國國民黨
- 第四選區（朴子市、東石鄉、六腳鄉）
  - 王金山， 民主進步黨
  - 余政達， 民主進步黨，該屆嘉義縣議長
  - 王如經， 民主進步黨，朴子配天宮董事長
  - 廖正雄， 民主進步黨，前六腳鄉長
  - 李國勝， 中國國民黨
  - 李陳秀琴，無黨籍
- 第五選區（布袋鎮、義竹鄉）
  - 翁聰賢， 民主進步黨
  - 陳鳳梅， 民主進步黨
  - 顏蔡淑惠， 中國國民黨
  - 陳俊宏， 中國國民黨
- 第六選區（中埔鄉、番路鄉、竹崎鄉、大埔鄉、阿里山鄉）
  - 蔡文基， 民主進步黨
  - 張明達， 民主進步黨，前番路鄉長，該屆嘉義縣副議長
  - 羅士洋， 民主進步黨
  - 林淑鈴， 民主進步黨
  - 侯清河， 中國國民黨
  - 林劉玉嬌， 中國國民黨
  - 陳柏麟，無黨籍
- 第七選區（全縣之山地原住民）
  - 汪志敏，無黨籍

## 第十四屆
- 第一選區（太保市、鹿草鄉、水上鄉）
  - 林國慶， 民主進步黨
  - 董象， 中國國民黨，該屆嘉義縣議長
  - 陳素季， 中國國民黨
  - 林寶瓶， 中國國民黨
  - 蕭登標，無黨籍
  - 官文樹，無黨籍
- 第二選區（民雄鄉、新港鄉）
  - 何金松， 民主進步黨
  - 張嘉瀧， 中國國民黨
  - 林順益， 中國國民黨
  - 何月珠， 中國國民黨
  - 王幸悅，無黨籍
  - 黃嘉寬，無黨籍
  - 陳福成，無黨籍
- 第三選區（溪口鄉、大林鎮、梅山鄉）
  - 簡泰河， 中國國民黨
  - 劉邦詩， 中國國民黨
  - 吳思蓉， 中國國民黨
  - 陳保元，無黨籍
  - 劉宏文，無黨籍
- 第四選區（朴子市、東石鄉、六腳鄉）
  - 姜梅紅， 中國國民黨
  - 余政達， 中國國民黨
  - 楊再興， 中國國民黨
  - 陳茂卿， 中國國民黨
  - 黃麗貞，無黨籍
  - 蔡奇璋，無黨籍
  - 吳景峯，無黨籍
- 第五選區（布袋鎮、義竹鄉）
  - 顏連復， 中國國民黨
  - 陳翁蘭英， 中國國民黨
  - 陳俊宏， 中國國民黨
  - 邱再留，無黨籍
- 第六選區（中埔鄉、番路鄉、竹崎鄉、大埔鄉、阿里山鄉）
  - 蔡文基， 民主進步黨
  - 侯清河， 中國國民黨，該屆嘉義縣副議長
  - 林嘉泰， 中國國民黨
  - 王焜弘， 中國國民黨
  - 李文來， 中國國民黨
  - 詹黃素蓮，無黨籍
  - 羅瑞民，無黨籍
- 第七選區（全縣之山地原住民）
  - 湯進賢， 中國國民黨

## 外部連結
- 嘉義縣議會全球資訊網（页面存档备份，存于）